# 芥子醛
芥子醛（英語：Sinapaldehyde）是一种有机化合物，分子式C11H12O4，是植物木质素合成的中间体，可在拟南芥（学名：Arabidopsis thaliana）中发现。它可由二甲基亚砜对芥子醇的选择性氧化制得。